# Gambassi Terme
Gambassi Terme est une commune de la ville métropolitaine de Florence dans la Toscane en Italie.

## Administration
| Période                                  | Période   | Identité            | Étiquette | Qualité |
| ---------------------------------------- | --------- | ------------------- | --------- | ------- |
| 15 juin 2004                             | juin 2009 | Federico Campatelli |           |         |
| 8 juin 2009                              | En cours  | Federico Campatelli | civica    |         |
| Les données manquantes sont à compléter. |           |                     |           |         |

### Hameaux
Badia a Cerreto, Case Nuove, Catignano, Il Castagno, Pillo, Varna

### Communes limitrophes
Castelfiorentino, Certaldo, Montaione, San Gimignano, Volterra

### Jumelage
La Croix-Valmer (France) depuis 1998